# Джулія Кавнер
Джулія Дебора Кавнер (англ. Julie Deborah Kavner; нар. 7 вересня 1950, Лос-Анджелес) — американська акторка, найбільш відома за роллю Бренди Моргенштерн в американському комедійному телесеріалі 1970-х років «Рода» та озвученням Мардж Сімпсон в мультиплікаційному серіалі «Сімпсони».

## Життєпис
Кавнер народилася в Лос-Анджелесі й виросла в Південній Каліфорнії, що часто дивує людей, які звикли бачити її в ролі мешканки Нью-Йорка Бренди Моргенштерн і сприймають її скрипучий, злегка гугнявий голос як типовий для жителів Східного узбережжя США. Кавнер відвідувала відому Старшу школу Беверлі-Хіллз, в 1971 закінчила з відзнакою навчання театрального мистецтва в Державному університеті Сан-Дієго.

## Вибрана фільмографія
| Рік        |    | Українська назва         | Оригінальна назва      | Роль                                                 |
| ---------- | -- | ------------------------ | ---------------------- | ---------------------------------------------------- |
| 1986       | ф  | Ханна та її сестри       | Hannah and Her Sisters | Гейл                                                 |
| 1987—1990  | с  | Шоу Трейсі Ульман        | The Tracey Ullman Show | різні персонажі                                      |
| 1989—т. ч. | мс | Сімпсони                 | The Simpsons           | Мардж Сімпсон, Патті і Сельма Був'є, різні персонажі |
| 1990       | ф  | Пробудження              | Awakenings             | Елеонора Костелло                                    |
| 1990       | ф  | Еліс                     | Alice                  | декоратор                                            |
| 1991       | ф  | Тіні і туман             | Shadows and Fog        | Алма                                                 |
| 1998       | ф  | Доктор Дулітл            | Dr. Dolittle           | голубка                                              |
| 2004       | мф | Король Лев 1½            | The Lion King 1½       | Ма                                                   |
| 2006       | ф  | Клік: З пультом по життю | Click                  | Труді Ньюмен                                         |
| 2007       | мф | Сімпсони у кіно          | The Simpsons Movie     | Мардж Сімпсон, Патті і Сельма Був'є                  |
| 2014       | мс | Сім'янин                 | Family Guy             | Мардж Сімпсон, Патті і Сельма Був'є                  |